# ABSET
ABSET es un lenguaje de programación declarativo. Este joven lenguaje de programación ha sido desarrollado por la Universidad de Aberdeen.